# Chetogena filipes
Chetogena filipes là một loài ruồi trong họ Tachinidae.